# Казони, Лоренцо
Лоренцо Казони (итал. Lorenzo Casoni; 16 октября 1645, Сарцана, Генуэзская республика — 19 ноября 1720, Рим, Папская область) — итальянский куриальный кардинал. Правнучатый дядя кардинал Филиппо Казони и прапраправнучатый дядя кардинала Луиджи Ванничелли Казони. Секретарь Священной консисторской конгрегации и секретарь Священной Коллегии кардиналов с	19 декабря 1682 по 3 марта 1690. Титулярный архиепископ Кесарии с 3 марта 1690 по 17 мая 1706. Апостольский нунций в Неаполе с 4 марта 1690 по 11 декабря 1701. Асессор Верховной Священной конгрегации Римской и вселенской инквизиции с 11 декабря 1701 по 17 мая 1706. Кардинал-священник с 17 мая 1706, с титулом церкви Сан-Бернардо-алле-Терме с 25 июня 1706 по 21 января 1715. Кардинал-священник с титулом церкви Сан-Пьетро-ин-Винколи с 21 января 1715 по 19 ноября 1720.